# Henry Patta
Henry Leonel Patta Quintero (Quito, 14 gennaio 1987) è un calciatore ecuadoriano, centrocampista del Patrón Mejía.

## Palmarès

### Club

#### Competizioni nazionali
- Campionato ecuadoriano: 2

El Nacional: 2005 (Clausura), 2006